# Louis-Charles Delamarre
Louis-Charles Delamarre, född 1810 i Rouen, död den 3 oktober 1863 i Hankou, var en fransk romersk-katolsk präst och kinamissionär tillhörande Parisiska yttremissionssällskapet. 
Delamarre gick in i missionssällskapet 1833 och prästvigdes den 20 december 1834. År 1835 ankom han i all hemlighet till Kina, och reste in i provinsen Sichuan där han påbörjade sitt arbete. Under andra opiumkriget var han verksam som tolk för det franska sändebudet Gros. Det är i denna funktion han primärt är ihågkommen av historiker. 
I den kinesiska språkutgåvan av den fransk-kinesiska delen av de så kallade Tianjintraktaterna från 1868 hade han, förmodligen på eget initiativ, tillfogat en klausul om att "de franska missionärerna kan förvärva land i alla provinser och kan fritt bygga kyrkor". Kineserna uppfattade detta som ett tecken på missionärernas aggressiva metoder. 
Det var antagligen som assistent till den franska förhandlingsdelegationens tolk, baron Eugène-Herman de Métirens, som pater Delamarre hade fått klausulen införd. Den kinesiska delegationen hade ingen franskkunnig i sin mitt. Det var därför  inte förrän året efter förhandlingarna som det upptäcktes av den kinesiska utlänningebyrån (Zongli Yamen i Peking) att den nämnda setningen fattades i det franska originalet. Det utlöste stor forstämning.
Även om representanter för katolska kyrkan på den tiden liksom enskilda historiker på senare tid försvarat pater Delamarres verk, var den senare missionshistorikern och romersk-katolske prästen Wei Tsing-sing mer negativ: "Denne bedrägliga handling, utförd av en katolsk missionär, hade olyckliga konsekvenser: Den utlöste indignation och generell misstro mot kristendomens budbärare och franska diplomater i Kina."
Då de franska styrkorna lämnade Peking, återvände Delamarre, som innehade ett franskt pass, via Baoding, Henan och Shaanxi till Sichuan, dit han anlände i januari 1862. De kristna där blev vid den tiden utsatta för hård antikristen agitation, men Delamarre blev beskyddad av lokala kinesiska magistrater. Han begav sig mot Peking för att klaga, men dog på vägen dit. Delamarre efterlämnade vid sin död ett handskrivet utkast till en kinesisk-latinsk-fransk ordbok.